# Árni Þór Sigtryggsson
Árni Þór Sigtryggsson (Arni Thor Sigtryggsson) (* 13. Januar 1985 in Akureyri) ist ein isländischer Handballspieler.

## Karriere
Der 1,94 Meter große und 96 Kilogramm schwere rechte Rückraumspieler spielte bis 2005 für Þór Akureyri, von 2005 bis 2007 für Haukar Hafnarfjörður, von 2007 bis 2008 für BM Granollers und von 2008 bis 2010 für KA Akureyri. Zur Saison 2010/2011 unterschrieb er einen Ein-Jahres-Vertrag beim DHC Rheinland, den er im Januar 2011 wieder auflöste, um zum TV Bittenfeld zu wechseln. Zur Saison 2012/13 wechselte er zur TSG Friesenheim. Eine Saison später unterschrieb er einen Vertrag beim Ligarivalen EHV Aue. Zur Saison 2017/18 wechselte er zum isländischen Erstligisten Valur Reykjavík. Im Januar 2018 schloss er sich Haukar Hafnarfjörður an. Im Sommer 2018 unterschrieb Árni Þór Sigtryggsson einen Zweijahresvertrag bei UMF Stjarnan, bei dem er zusätzlich das Co-Traineramt übernahm.
Mit Haukar spielte er 2005/06 in der EHF Champions League und 2006/07 im EHF-Pokal, 2007/08 war er auch mit Granollers im EHF-Pokal aktiv.
Für Island bestritt er vier Länderspiele mit der Nationalmannschaft und 50 Junioren-Länderspiele.

## Privates
Sein Bruder Rúnar Sigtryggsson und seine Neffen Sigtryggur Daði Rúnarsson und Andri Már Rúnarsson sind ebenfalls Handballspieler.